# Mașină de siguranță

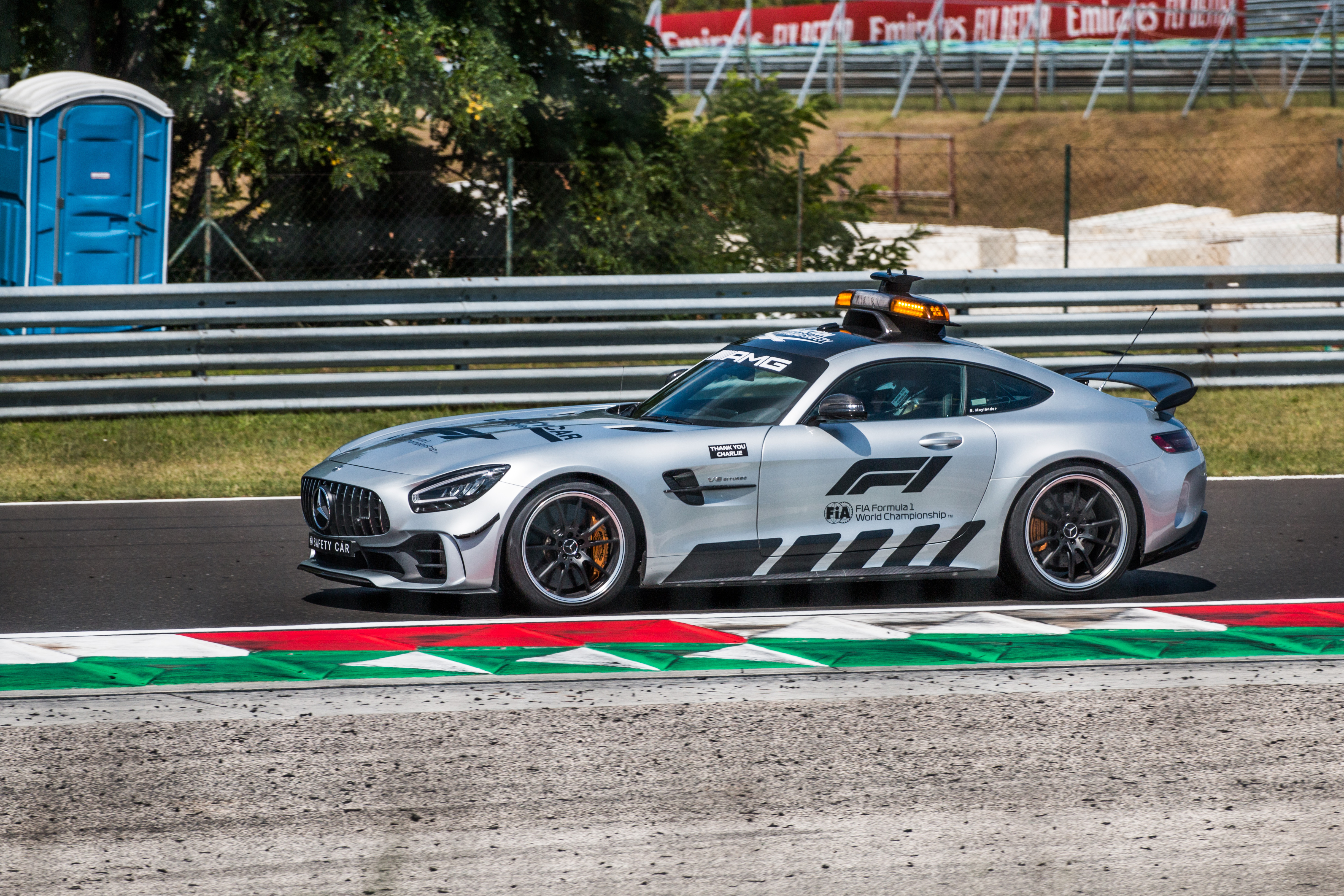
Mercedes-AMG GT R la Marele Premiu al Ungariei din 2019

Mașina de siguranță (engleză Safety Car) este o mașină trimisă pe circuit în caz de accident sau alte probleme, când cursa auto nu mai poate continua în condiții de siguranță, rolul ei fiind de a limita viteza mașinilor aflate pe circuit cu scopul de a securiza cursa. Când mașina de siguranță este pe pistă, mașinile care participă la cursă în acel moment trebuie să se alineze una după alta, depășirile fiind interzise, viteza și ea limitată. Restricția de a depăși continuă și după ce mașina de siguranță părăsește pista, intrând la boxe, până ce mașinile trec de linia de start a unui nou tur.
În prezent, mașina folosită drept Safety Car în Formula 1 este un Mercedes-Benz AMG GT Black Series.

## Istoric

Semnalizarea safety car-ului

Primul safety car din Formula 1 nu a avut un început favorabil. În timpul Marelui Premiu al Canadei din 1973, acesta a provocat rezultate haotice când a identificat mașina greșită drept lider și a oferit unor piloți un tur în plus. Acest lucru a provocat, de asemenea, probleme pentru cronometriști, care încă se bazau pe soluții de cronometrare mai puțin tehnologice, și toată lumea trebuia să aștepte câteva ore înainte ca rezultatele cursei să fie efectiv verificate și anunțate. Aceast dezastru a însemnat că mașina nu a făcut o apariție oficială până în 1993, în ciuda încercărilor din timpul Marelui Premiu al Marii Britanii și cel francez din 1992.
Din 2000, singurul șofer al mașinii de siguranță din Formula 1 este Bernd Mayländer.

## Mașină virtuală de siguranță

Semnalizarea Virtual Safety Car-ului

După ce Jules Bianchi a suferit răni fatale la cap în urma unui accident la Marele Premiu al Japoniei din 2014, FIA a adoptat un sistem VSC (Virtual Safety Car) conceput pentru a încetini mașinile fără a pune în aplicare și efectele aferente ale unei mașini de siguranță fizice. Datorită salturilor avansate în tehnologia de urmărire, aceste studii au avut succes și Sezonul de Formula 1 din 2015 a beneficiat de primul VSC. Mașina virtuală de siguranță este implementată ori de câte ori ar putea exista un nivel de pericol pentru cei de pe traseu sau în jurul acesteia, însă nu necesită utilizarea mașinii de siguranță în sine. Când mașina virtuală de siguranță este indicată, prin intermediul unor steaguri galbene ondulate dublu, instrucțiunea „VSC” este afișată în jurul pistei pe panourile luminoase ale comisariilor de curse. Cât timp VSC se află în desfășurare, piloții nu au voie să intre la boxe (cu excepția cazului în care schimbă pneurile), și trebuie să se apropie de timpurile minime pe sector.